# Turanoclytus namaganensis
Turanoclytus namaganensis là một loài bọ cánh cứng trong họ Cerambycidae.